# کورچشمه (بخش مرکزی درگز)
کورچشمه یک روستا در ایران است که در دهستان تکاب (درگز) واقع شده‌است.